# Kisbánya (Románia)
Kisbánya (Chiuzbaia), település Romániában, a Partiumban, Máramaros megyében.

## Fekvése
A Rozsály hegy alatt, Felsőbányától északnyugatra, Felsőbánya, Krácsfalva és Alsófernezely közt fekvő település.

## Története
Kisbánya 1579 után Felsőbánya határában létesült, miután 1579-ben a szepesi kamara elnöke, Paczoth János rendeletében megengedte, hogy Felsőbánya városa a Szent János-patak mellett falut, bányát és kohót építtethet és nagyobb számú munkást fogadhat fel, megvetve ezzel Kisbánya falu alapját, mely eleinte Felsőbánya város tulajdona volt és Szatmár vármegyéhez tartozott.
1851-ben Kis-Bánya, 1888-ban Kisbánya telep, 1913-ban Kisbánya, 1921-ben Chiuzbaia Kisbánya néven írták.
1612-ben aztán Bethlen Gábor fejedelem Felsőbánya városát a Kisbányát illető jogaiban meg is erősítette.
1800-ban Kisbánya falu 86 házból állt és összes népessége 445 lélek volt.
1851-ben Fényes Elek írta a településről:
"Kis-Bánya, Szatmár vármegyében, a felsőbányai határra építve, 425 görög katholikus lakossal, s anyatemplommal."
A település lakói régen  híres guba- és pokróckészítők is voltak.
1910-ben 833 lakosából 4 magyar, 829 román volt. Ebből 829 görögkatolikus volt.
A trianoni békeszerződés előtt Szatmár vármegye Nagybányai járásához tartozott.

## Nevezetességek
- Görögkatolikus temploma – 1871-ben épült.